# Germania Fußball-Verein
Il Germania Fußball-Verein è stata una società calcistica messicana, con sede a Città del Messico.

## Storia
Il club fu fondato nel 1915 da Edvard Giffenig, Germán Stuht, Richard Obert, Walter Mues e Carl Mues, immigrati tedeschi residenti a Città del Messico. Prese parte alla Primera Fuerza a partire dalla stagione 1915-1916 e nel 1920, a seguito della scissione della lega in due diversi campionati, si iscrisse alla Liga Mexicana laureandosi campione per la prima volta nella sua storia.
Negli anni seguenti non riuscì più a riconfermarsi campione, ottenendo come miglior risultato un secondo posto nella stagione 1922-1923 e la finale di Copa México del 1933, persa 3-1 contro il Necaxa. Quest'ultima fu anche l'ultima partita disputata del club, che si sciolse al termine della stagione 1932-1933.

## Palmarès

### Competizioni amatoriali
- Campionato messicano amatoriale: 1

1920-1921 (Liga Mexicana)
- Copa México: 1

1918-1919

### Altri risultati
- Campionato messicano amatoriale:

Secondo posto: 1922-1923
- Copa México

Finalista: 1932-1933